# 天下无贼
《天下无贼》是一部由中国导演冯小刚拍摄的贺岁片，刘德华、刘若英、葛优、王宝强、李冰冰和張涵予主演，2004年岁末上映。影片改编自赵本夫的同名小说《天下无贼》，该小说集由人民文学出版社出版。
在中國大陸上映兩星期，票房便高達8000萬，以極速打破了馮小剛上一部最賣座電影《手机》的5000多萬票房紀錄，最终收获1.2亿元，与之后不久上映的周星驰的动作喜剧片《功夫》获得双赢的成绩。在香港上映時均配上粵語，粵語版本由劉德華、黃秋生及杜汶澤聲優演出，黃秋生及杜汶澤分別為葛優及王寶強配音。
由于影片广受欢迎，「傻根」一词当时流行于中国大陆，用来讽刺不谙世事、鲁钝愚蠢的年轻人，这也是冯小刚导演作品引发的诸多文化现象之一。

## 剧情
故事圍繞在傻根（王寶強飾）此一人物身上，一个出生在与世隔绝的河北山村，从小外出到四川省藏區的阿坝塔公乡（电影中有铁路客车，而青藏铁路尚未完全建成）打工的孤儿，心地纯朴不懂世事险恶。在藏区工作了五年后，带了积蓄五年的六万块人民幣返鄉，准备回家过年、娶妻，並在偶然的機會下，在藏傳佛教的佛寺中，幫助了人生地不熟的職業扒手王麗（劉若英飾）。
傻根是个单纯朴素的人，他相信人人都是好人，「天下無賊」，於是想省下六百塊錢的郵資，而堅持自行搭車攜帶現金回家，被同事們勸阻，傻根一怒之下在火車站嚷嚷，自己帶著六万块钱。這事在車站被王博（劉德華飾）和王丽这对情侣扒手聽見。但是也被黎叔（葛優飾）聽見了，黎叔率領著一個竊盜集團，也覬覦這六萬塊錢，成員包括了二當家（尤勇飾）、美女小葉（李冰冰飾）、四眼（林家棟飾）等，个个身懷絕技。
因王麗之前在藏區曾被傻根所救，被傻根的纯朴善良的性格感動，因而想保護傻根，不希望傻根賺了好幾年的辛苦錢，被另一幫人馬所劫，於是跟著男友王博上了火車，坐在傻根的旁邊，但王博也想劫取這六萬塊，途中，王丽力勸男友王博勿對傻根下手，並向王博坦承自己已懷了他的孩子，想为兩人愛的結晶积点陰德。
为让傻根的願望不破滅，王博應允了女友的要求，與黎叔等人以命相搏，最後，黎叔等人被巧扮成畫家的便衣刑警（張涵予飾）逮捕，但王博已在搏斗中死亡，這位盗贼最后成为了英雄，“天下无贼”在傻根的心中也成为了永恆。

## 角色
| 演員   | 角色       | 粤语配音 |
| 刘德华 | 王 博      |          |
| 刘若英 | 王 丽      |          |
| 葛 优  | 黎 叔      | 黃秋生   |
| 李冰冰 | 小 叶      |          |
| 王宝强 | 傻 根      | 杜汶澤   |
| 張涵予 | 画家/刑警  |          |
| 尤 勇  | 二当家     |          |
| 林家栋 | 四 眼      |          |
| 钟 萍  | 女 警      |          |
| 傅 彪  | 刘经理     |          |
| 徐 帆  | 刘经理之妻 |          |
| 范 伟  | 劫匪之一   |          |
| 冯远征 | 劫匪之二   |          |

### 選角
導演馮小剛透露本片男一號王博的角色原本屬意香港電影演員張學友，為此馮小剛曾在2003年時曾讓身在病榻上的梅艷芳幫忙牽頭打電話給張學友，但張學友當時正在籌備音樂劇雪狼湖的國語版，因此無法抽身拍攝。隨後在馮小剛的請求下，梅艷芳才又將電話打給了後來的主演劉德華。而林家栋也在刘德华推荐下，获得在该电影演出。

## 创作
2004年4月14日在甘肃南部的夏河县拉卜楞寺开拍。4月23日，剧组移往甘肃天祝县继续摄制，场地包括岔西滩站。同年6月21日经过65天的拍摄后在北京正式关机。
片中有几个置入性行销，如淘宝网、中国移动、宝马等广告。

## 音乐
歌曲
| 曲別   | 歌名                     | 作曲 | 作詞 | 演唱   |
| 主题曲 | 《那一天》               | 杨坤 | 杨坤 | 杨坤   |
| 插曲   | 《知道不知道》（翻唱版） |      | 姚谦 | 刘若英 |

原聲帶曲目
1. 開篇。天地佛门
2. 良心發現
3. 傻根與狼的對話
4. 初識傻根
5. 舞曲（比武）
6. 偷天神手
7. 警界名單
8. 舞曲（較量）
9. 狼之初性心善
10. 群賊車頂大比拼
11. 調色
12. 舞曲（比拼）
13. 良心的覺悟
14. 良心的力量
15. 那一天（主題曲） - 楊坤
16. 知道不知道（片尾曲） - 劉若英
17. 玫魂人生 - 小野麗莎

## 反响
该片在北京首映当晚取得10万元的票房收入。在上映的10天内，中国大陆的总票房收入超过了8千万元，这一数字在2004年的最后一天上升到1亿元。这与同月上映的周星驰作品《功夫》的票房成绩相当，被誉为中国电影业的一个新里程碑。然而，该片在香港市场的表现并不理想。
影片上映近两个月后，中国邮政对该片中有关中国邮政汇款收费的误导性信息表示不满。在一个场景中，沙根声称，汇款6万元需要600元的手续费。经核实，中国邮政表示只需要100元，并表示不排除寻求损害赔偿。

## 獎项
| 年份   | 頒獎典禮               | 獎項           | 名單                      | 結果 |
| ------ | ---------------------- | -------------- | ------------------------- | ---- |
| 2005年 | 第42屆金馬獎           | 最佳劇情片     | 天下无贼                  | 提名 |
| 2005年 | 第42屆金馬獎           | 最佳改編劇本   | 王剛╱林黎勝╱張家魯╱馮小剛 | 獲獎 |
| 2005年 | 第42屆金馬獎           | 最佳剪辑       | 刘淼淼                    | 提名 |
| 2005年 | 第42屆金馬獎           | 最佳动作设计   | 江道海                    | 提名 |
| 2005年 | 第10屆香港電影金紫荊獎 | 最佳影片       | 天下无贼                  | 提名 |
| 2005年 | 第10屆香港電影金紫荊獎 | 最佳导演       | 冯小刚                    | 提名 |
| 2005年 | 第10屆香港電影金紫荊獎 | 最佳男主角     | 刘德华                    | 提名 |
| 2005年 | 第10屆香港電影金紫荊獎 | 最佳女主角     | 劉若英                    | 獲獎 |
| 2005年 | 第10屆香港電影金紫荊獎 | 十大華語片之一 | 天下無賊                  | 獲獎 |
| 2005年 | 第五屆華語電影傳媒大獎 | 最佳影片       | 天下無賊                  | 提名 |
| 2005年 | 第五屆華語電影傳媒大獎 | 最佳男主角     | 刘德华                    | 提名 |
| 2005年 | 第五屆華語電影傳媒大獎 | 最佳女主角     | 劉若英                    | 獲獎 |
| 2005年 | 第五屆華語電影傳媒大獎 | 最佳男配角     | 葛优                      | 提名 |
| 2005年 | 第五屆華語電影傳媒大獎 | 最佳女配角     | 李冰冰                    | 提名 |
| 2005年 | 第五屆華語電影傳媒大獎 | 最佳新演员     | 王宝强                    | 提名 |
| 2005年 | 第五屆華語電影傳媒大獎 | 傳媒評審團大獎 | 天下無賊                  | 獲獎 |
| 2005年 | 第24屆香港電影金像獎   | 最佳亞洲電影   | 天下無賊                  | 提名 |
| 2006年 | 第28屆大众电影百花獎   | 最佳导演       | 冯小刚                    | 提名 |
| 2006年 | 第28屆大众电影百花獎   | 最佳女主角     | 劉若英                    | 獲獎 |
| 2006年 | 第28屆大众电影百花獎   | 最佳女配角     | 李冰冰                    | 提名 |